# KPS-1 b
KPS-1 b — экзопланета, открытая российскими учеными в 2018 году методом первичного транзита.
Она расположена в созвездии Большая Медведица и представляет собой газовый гигант размером чуть больше Юпитера. Планета вращается вблизи оранжевого карлика KPS-1 — звезды немного меньше Солнца — в тысяче световых лет от Земли.
Период обращения KPS-1b вокруг местного солнца составляет 41 час, то есть местный год длится менее двух суток. При этом орбита планеты расположена на расстоянии чуть более четырёх миллионов километров.